# 山下球場
山下球場為英乙球會巴尼特的主場球場。容量有5568人，是英格蘭最小的一個球場，此球場亦是阿仙奴預備組的主場。该球场建于1907年。
2018年，球场被拆除。